# Corynoptera monstera
Corynoptera monstera är en tvåvingeart som beskrevs av Lyudmila Komarova 1995. Corynoptera monstera ingår i släktet Corynoptera och familjen sorgmyggor. Inga underarter finns listade i Catalogue of Life.